# Lancetbladet berberis
Lancetbladet Berberis (Berberis gagnepainii) er en opretvoksende, stedsegrøn busk med svag tilbøjelighed til at danne korte udløbere. Grenene er tornede, og det samme gælder bladranden. Blomsterne er gule og duftende. Busken dyrkes mest for sin bambusagtige vækst og de gule blomster.

## Beskrivelse
Lancetbladet Berberis er en stedsegrøn busk med en opret, tætgrenet vækstform. Barken er først lysegrøn og svagt ru, senere bliver den lysegrå og opsprækkende, og til sidst er den grå og stribet. Knopperne er spredte, runde og lysegrønne. Bladene er smalt lancetformede og bølgede med indrullet rand og mange, nåletynde randtorne. De er mat grågrønne på oversiden, men græsgrønne og blanke på undersiden. Bladene sidder mange sammen på små knudeformede dværgskud. 
Blomsterne kommer frem i juni, og de er gule og sidder mange sammen i klynger. Frugterne er aflange, blåduggede bær. Frøene modner næppe ordentligt i Danmark.
Rodnettet består dels af et dybtgående og vidt udbredt sæt af hovedrødder og dels af talrige finrødder, som tilmed findes helt ind til rodhalsen. De mange skud fra rødder tæt på rodhalsen gør, at busken bliver meget tæt.
Højde x bredde og årlig tilvækst: 3 x 1,5 m (15 x 10 cm/år). Disse mål kan fx anvendes, når arten udplantes.

## Hjemsted
Planten vokser i skovbryn og som underskov i de blandede løvskove i Kina, Manchuriet og Korea. 
I Sichuan vokser den i buskadser og skovområder i 2000 – 4000 m højde, hvor jordbunden for det meste er gråbrun morr. Klimaet er køligt og fugtigt. I den laveste del af området findes løvtræer som Fagus engleriana og Duetræ. Desuden ses Lancetbladet Berberis på skråninger og klippeskrænter sammen med bl.a. Bulet Dværgmispel, Japansk Spiræa og flere arter af Dværg-Rhododendron.

## Variant
Denne art handles næsten udelukkende i varianten Berberis gagnepainii var. lanceifolia
| Portal | Portal:Botanik |